# Wei Qiang
Wei Qiang (förenklad kinesiska: 魏嫱; traditionell kinesiska: 魏嬙; pinyin: Wèi Qiáng), född den 25 april 1972 i Peking, är en kinesisk softbollspelare.
Hon tog OS-silver i samband med de olympiska softboll-turneringarna 1996 i Atlanta.